# Avenida El Sauce
La Avenida El Sauce es una avenida ubicada entre los distritos de Santiago de Surco y Surquillo, en la ciudad de Lima, capital del Perú.

## Recorrido

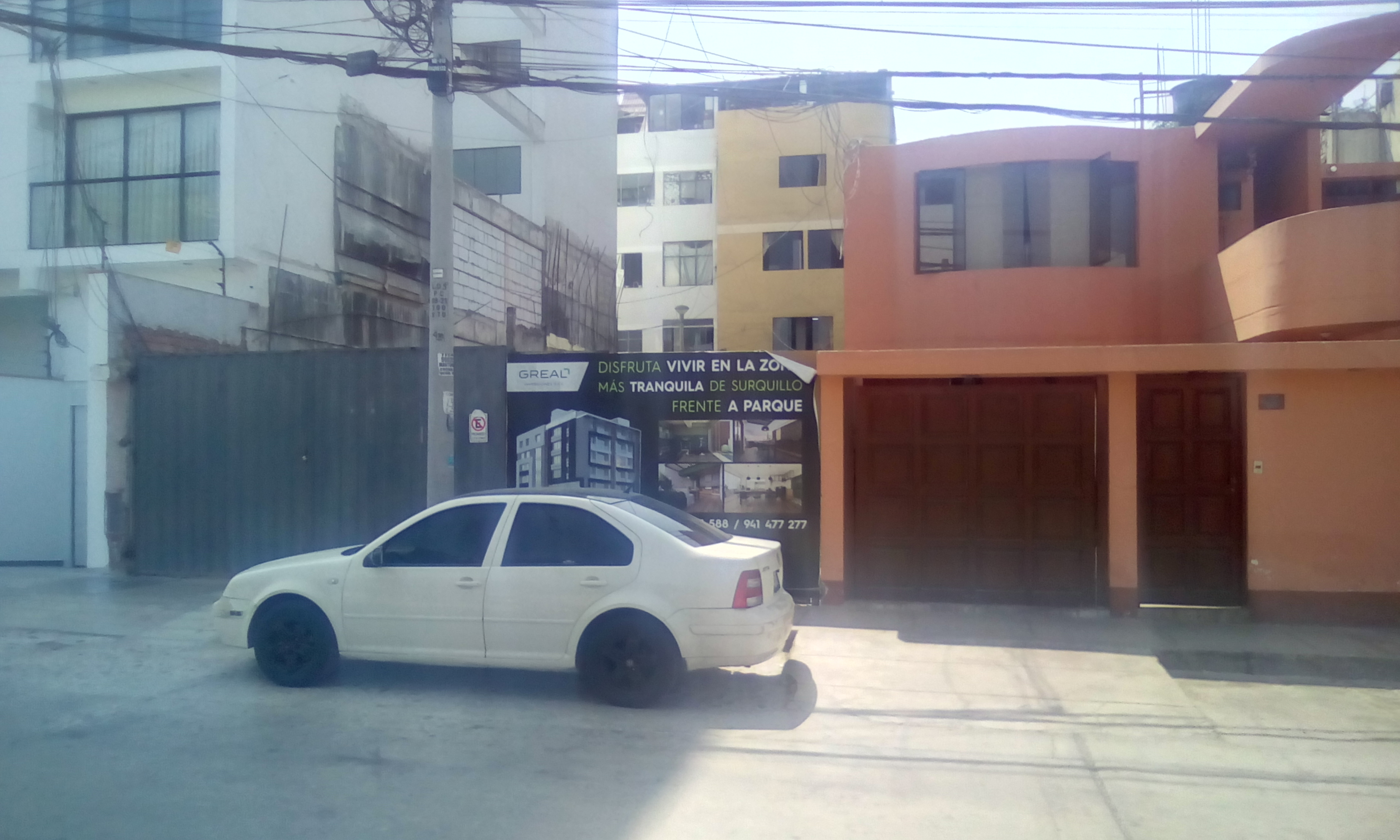
Proyecto inmobiliario en la avenida.

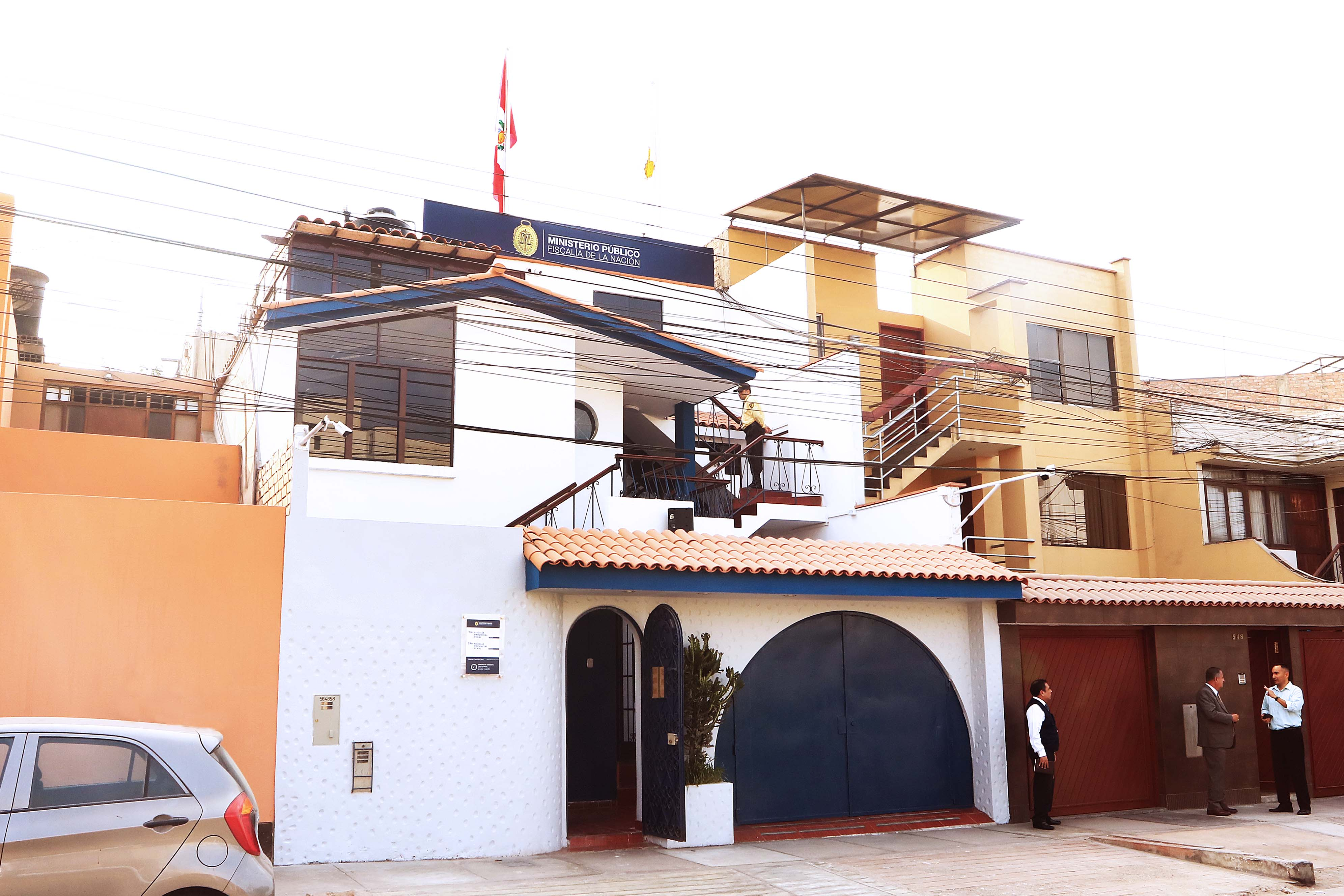
Sede de la Fiscalía de la Nación.

La avenida inicia su recorrido en el cruce con la avenida Tomás Marsano, en el límite entre los distritos de Santiago de Surco y Surquillo. La avenida sigue el trayecto del río Surco (el cual marca los límites entre ambos distritos). La avenida recorre 11 cuadras hasta finalizar en el cruce con la avenida Manuel Villarán. 
Contiene dos calzadas con dos carriles en cada una. A lo largo de su recorrido se encuentran lugares importantes, como el parque Lao Meguín, la I.E. Sor Querubina de San Pedro, el Centro de Salud San Atanacio del Pedregal y la sede de la Fiscalía de la Nación del Ministerio Público.